# 스야마 돈오
스야마 돈오(陶山鈍翁, すやま どんおう, 메이레키 3년 11월 28일(1658년 1월 1일) - 교호 17년 6월 24일(1732년 8월 14일))는, 일본 에도 시대 중기의 유학자로, 쓰시마 후추번의 농업 진흥에 노력하여 많은 농서(農書)도 저술하였다. 휘는 나가로우(存), 자는 시도(士道), 통칭은 쇼에몬(庄右衛門)이며, 다른 호는 도쓰안(訥庵)이다.

## 개요
쓰시마 번의 유의(儒医)인 스야마 겐리쿠(陶山玄育)의 아들로 쓰시마 후추 (이즈하라)에서 태어나 11세에 기노시타 준안의 문하에서 학문과 실천의 합일을 배웠다. 쓰시마 섬으로 귀향한 후 겐로쿠 12년(1699년)에 쓰시마 후추번 제3대 번주 소 요시자네(宗義眞) 아래에서 쓰시마 번 군봉행(郡奉行)으로 취임하였다.
조선과의 국경 분쟁인 울릉도쟁계에서 대조선 교섭이 교착 상태에 빠졌을 때, 울릉도를 조선의 영토로 인식하고 있던 스야마는 조선과의 교섭에서 '죽도'(竹島)와 '울릉도'를 분리해야 한다고 주장하던 쓰시마 번의 강경파들에 반대하여, 실상을 에도 막부에 있는 그대로 보고해야 하며, 일본으로서는 울릉도가 엄연히 조선의 영토임에도 7, 80년 동안 일본 어부들이 그 섬에 들어가서 고기잡이하는 것을 제대로 단속하지 못한 조선측의 책임도 부각시켜야 한다는 입장을 취했다. 스야마가 울릉도 쟁계에 관해서 은퇴한 번사(藩士) 가시마 효스케(賀島兵助)와 주고받은 왕복문서를 수록한 것이 《죽도문담》(竹島文談)으로 『일본경제총서』(日本經濟叢書) 권13(日本經濟叢書刊行會, 1915년)에 수록되어 있다.
스야마 돈오는 쓰시마 섬의 농작물을 멧돼지의 피해로부터 보호하기 위해 멧돼지 구제 계획인 이지카오이쓰메(猪鹿追詰)를 단행한다. 쓰시마 섬 전체를 9개의 지역으로 나누고 울타리를 세워 한 지구마다 멧돼지를 몰살시키는 방법으로 호에이 6년(1709년), 쓰시마 섬 전체의 멧돼지를 전멸시키는 데에 성공했다 . 당시는 에도 막부 제5대 쇼군 도쿠가와 쓰나요시에 의해 겐로쿠 살생 금지령이 나와 있던 때였으므로, 스야마 돈오로써는 말 그대로 죽음을 각오하고 실행한 것이었다. 당시 쓰시마 사람들은 그를 쓰시마 성인(対馬聖人)이라고 추앙하였다고 한다.
1924년(다이쇼 13년), 정5위를 추증받았다.

## 스야마 돈오의 비
스야마 돈오가 태어난 곳인 사고 향(佐護郷)의 주민들은 당시 유학자 아메노모리 호슈에 청원하여 그의 업적을 기록한 비석을 세웠다고 한다.

## 저서
- 『춘추대의(春秋大義)』 12권
- 『노농유어』(老農類語) 3권
- 『통감강목대의』(通鑑綱目大義) 32권
- 『곤지설』(艮止説) 2권
- 『재용문답』(財用問答) 2권
- 『수리문답』(水利問答)
- 『납암잡록』(訥庵雜録) 6권